# 岩見沢駒澤短期大学
岩見沢駒澤短期大学（いわみざわこまざわたんきだいがく、英語: Iwamizawa Komazawa Junior College）は、北海道岩見沢市緑が丘5-102に本部を置いていた日本の私立大学である。1965年に設置され、1989年に廃止された。

## 概要

### 大学全体
- 北海道岩見沢市に所在した日本の私立短期大学で、設置主体は学校法人駒澤大学[2]。
- 1965年に国文科のみの単科短大として開学し、入学定員は50名[3]。以後、学科数及び入学定員に増減なし。
- 駒澤大学北海道教養部が併設されていた。
- 1987年度の入学生を最後に[注釈 2]、1989年に短期大学としての使命を終える[6]。

### 建学の精神（校訓・理念・学是）
- 駒澤大学を参照。

### 教育および研究
- 一般教育科目として「宗教学」を必須としていた。
- 科目の多くが、駒澤大学北海道教養部の教員が兼任担当していた。

### 学風および特色
- 岩見沢駒澤短期大学は、母体である駒澤大学の禅宗思想をベースとした教育を行っていたところに特色がある。
- 女子学生を対象とした短大であった。

## 沿革
- 1951年
  - 3月8日 学校法人駒澤大学の設置が認可される[7]。
- 1965年
  - 1月25日 左記を以て文部省[注 1]より短期大学の設置が認可される[8]。
  - 4月1日 岩見沢駒澤短期大学が以下の学科体制にて開学する[9]。
    - 国文科 入学定員50名
- 1966年
  - 翌年の開学を目指して以下の学科を増設するために申請を行うも不認可となり申請を取り下げる。
    - 経済科 入学定員50名[10]
- 1971年
  - 附属語学研究所を設置。
- 1987年
  - 4月1日 この年度で学生募集を最終とする[注釈 2]。附属語学研究所閉鎖。
- 1989年
  - 10月12日 左記をもって正式に廃止となる[6]。

## 基礎データ

### 所在地
- 北海道岩見沢市緑が丘5-102[注釈 1]

### 象徴
- 岩見沢駒澤短期大学のカレッジマークは駒澤大学と同じものを使用[8]。

## 教育および研究

### 組織

#### 学科
- 国文科 入学定員50名[注 2]

##### 設置計画のあった学科
- 経済科 入学定員50名[10]

#### 専攻科
- なし

#### 別科
- なし

#### 取得資格について
- 教職課程として中学校教諭二級免許状（国語）が設けられていた[注 3]。

#### 年度別学生数
- 数字はその該当年度の5月1日時点でのデータである。なお、学生は女性のみである。
- 主な合格実績校は岩見沢西、美唄聖華、夕張南、美唄南、芦別、栗山、岩見沢緑陵、砂川南、赤平西、滝川、歌志内、夕張東、夕張鹿島、滝川西、芦別商業、深川西、美唄東など近隣が多かった。

| -      | 入学定員 | 総定員 | 学生数 | 出典     |
| ------ | -------- | ------ | ------ | -------- |
| 1965年 | 50       | 50     | 74     | [ 15 ]   |
| 1966年 | 50       | 100    | 127    | [ 注 4 ] |
| 1967年 | 50       | 100    | 89     | [ 18 ]   |
| 1968年 | 50       | 100    | 84     | [ 19 ]   |
| 1970年 | 50       | 100    | 31     | [ 20 ]   |
| 1971年 | 50       | 100    | 35     | [ 21 ]   |
| 1972年 | 50       | 100    | 48     | [ 22 ]   |
| 1973年 | 50       | 100    | 43     | [ 23 ]   |
| 1975年 | 50       | 100    | 99     | [ 24 ]   |
| 1976年 | 50       | 100    | 111    | [ 25 ]   |
| 1977年 | 50       | 100    | 114    | [ 26 ]   |
| 1978年 | 50       | 100    | 135    | [ 27 ]   |
| 1979年 | 50       | 100    | 140    | [ 28 ]   |
| 1980年 | 50       | 100    | 140    | [ 29 ]   |
| 1981年 | 50       | 100    | 162    | [ 30 ]   |
| 1982年 | 50       | 100    | 140    | [ 31 ]   |
| 1983年 | 50       | 100    | 126    | [ 32 ]   |
| 1984年 | 50       | 100    | 128    | [ 33 ]   |
| 1985年 | 50       | 100    | 100    | [ 34 ]   |
| 1986年 | 50       | 100    | 65     | [ 35 ]   |
| 1987年 | 50       | 100    | 65     | [ 36 ]   |
| 1988年 | 50       | 50     | 32     | [ 37 ]   |

#### 附属機関
- 語学研究所

### 研究
- 『岩見沢駒沢短期大学論集』[1]
- 『北海道駒沢文芸』[38]

## 学生生活

### 概要
- 年1回、卒業論文作成のための研修旅行という全国各地の神社仏閣を見聞する行事が2年生全員で行われていた[14]。

### 部活動・クラブ活動・サークル活動
- 岩見沢駒澤短期大学で活動していたクラブ活動

  - 文化系：茶道部・花道部（サークル活動の多くは、駒澤大学北海道教養部と合同で行われることが多かった[14]。

## 大学関係者と出身者

### 歴代学長
- 岡本素光
- 水野弘元
- 若月正吾
- 渡部賢宗

### 教職員
- 阿由葉元
- 石原孝哉
- 大谷哲夫
- 片山晴賢
- 亀井秀雄
- 近藤良一
- 坂口博規
- 関稔
- 高野秀夫

## 施設

### キャンパス
- 本館：1～2階はロビー・職員室・教養部長室など、3階はプラネタリウム[注 5]、座禅堂、同窓会事務室
- 1号館：1階は、学生ホール・教室・研究室など。2階は、教室・演習室・コンピュータ室[40]
- 2号館：1階は、教室・演習室。2階は、教室など。3階は、研究室・講堂[40]
- 1号館と2号館の間にスノーシェルターとしての連絡通路があり、駒澤大学附属岩見沢高等学校ともつながっていた[41]。
- この他に、スノーシェルターとしての連絡通路でつながった2階建ての図書館があった[41]。
- 専用体育館、厚生会館（食堂・喫茶室など）、学長公宅、サークル棟、大学用テニスコート[41]
- 駒澤大学附属岩見沢高等学校や駒澤大学北海道教養部と共用の本館前の正門に繋がる中央部ロータリーには二十周年記念事業の一環として、慈光観音像が建立された。身丈3メートル30センチ・総高3メートル80センチで全体が金色であったという[42]。また、学校前の国道234号沿いには校名の入った高さ10メートル・横幅5.4メートルの巨大な広告塔もあった[42]。
- 元正門と2015年9月に建立された閉校記念碑（駒澤大学附属岩見沢高等学校野球部甲子園出場記念を併記）、[注 6]

### 交通アクセス
北海道中央バス「緑ヶ丘5丁目」（当時は「駒沢高校前」）から徒歩2分

## 系列校

### 附属校
- 駒澤大学
- 駒澤大学高等学校
- 駒澤大学附属苫小牧高等学校

### 姉妹校
- 駒沢女子大学
- 駒沢女子短期大学
- 駒沢学園女子中学校・高等学校
- 駒沢女子短期大学附属こまざわ幼稚園

### 関係校
- 鶴見大学
- 愛知学院大学
- 鶴見大学短期大学部
- 愛知学院大学短期大学部

## 卒業後の進路について

### 編入学･進学実績
- 駒澤大学への編入学制度が設けられていた。